# Epiplema dobboensis
Epiplema dobboensis är en fjärilsart som beskrevs av Arnold Pagenstecher 1886. Epiplema dobboensis ingår i släktet Epiplema och familjen Uraniidae. Inga underarter finns listade i Catalogue of Life.